# Miss Polonia 2017
Miss Polonia 2017 – 39. edycja konkursu piękności Miss Polonia. Gala finałowa odbyła się 26 listopada 2017 w sali balowej hotelu Narvil Conference & Spa w Serocku.
Miss Polonią została Agata Biernat ze Zduńskiej Woli (wcześniej I Wicemiss Polonia 2009).

## Rezultaty
| Tytuł             | Laureatka                                                                                    |
| ----------------- | -------------------------------------------------------------------------------------------- |
| Miss Polonia 2017 | Agata Biernat                                                                                |
| I Wicemiss        | Magdalena Swat                                                                               |
| II Wicemiss       | Malwina Ratajczak                                                                            |
| Top 5             | Monika Czajkowska Roksana Karolak                                                            |
| Top 10            | Magdalena Borkowska Agata Borowiak Aleksandra Kołodziejczyk Magdalena Fron Oliwia Ziobrowska |

### Nagrody specjalne
| Tytuł             | Laureatka         |
| ----------------- | ----------------- |
| Miss Publiczności | Monika Czajkowska |

## Finalistki
| Nr | Kandydatka               | Wiek | Wzrost | Województwo         | Miejscowość             |
| -- | ------------------------ | ---- | ------ | ------------------- | ----------------------- |
| 1  | Weronika Marzęda         | 23   | 169 cm | Lubelskie           | Ostrów Lubelski         |
| 2  | Agata Borowiak           | 20   | 171 cm | Lubuskie            | Gorzów Wielkopolski     |
| 3  | Nela Serwacińska         | 19   | 172 cm | Łódzkie             | Konstantynów Łódzki     |
| 4  | Ewa Ostrowska            | 20   | 172 cm | Świętokrzyskie      | Kielce                  |
| 5  | Magdalena Borkowska      | 21   | 174 cm | Dolnośląskie        | Jugowice                |
| 6  | Roksana Karolak          | 19   | 174 cm | Łódzkie             | Łódź                    |
| 7  | Hanna Gumowska           | 21   | 175 cm | Mazowieckie         | Otwock                  |
| 8  | Magdalena Swat           | 26   | 173 cm | Świętokrzyskie      | Ostrowiec Świętokrzyski |
| 9  | Hanna Dyląg              | 20   | 177 cm | Śląskie             | Katowice                |
| 10 | Nikola Korniluk          | 21   | 176 cm | Zachodniopomorskie  | Świnoujście             |
| 11 | Aleksandra Górak         | 21   | 175 cm | Mazowieckie         | Radom                   |
| 12 | Oliwia Ziobrowska        | 20   | 176 cm | Pomorskie           | Gdynia                  |
| 13 | Anna Orlińska            | 21   | 170 cm | Warmińsko-mazurskie | Ostróda                 |
| 14 | Marta Fron               | 26   | 178 cm | Śląskie             | Katowice                |
| 15 | Karolina Połetek         | 19   | 179 cm | Łódzkie             | Tuszyn                  |
| 16 | Malwina Ratajczak        | 18   | 179 cm | Zachodniopomorskie  | Szczecin                |
| 17 | Monika Czajkowska        | 20   | 181 cm | Warmińsko-mazurskie | Nidzica                 |
| 18 | Małgorzata Mitura        | 19   | 181 cm | Śląskie             | Bielsko-Biała           |
| 19 | Aleksandra Kołodziejczyk | 19   | 182 cm | Warmińsko-mazurskie | Olsztyn                 |
| 20 | Agata Biernat            | 27   | 181 cm | Łódzkie             | Zduńska Wola            |